# En'enra

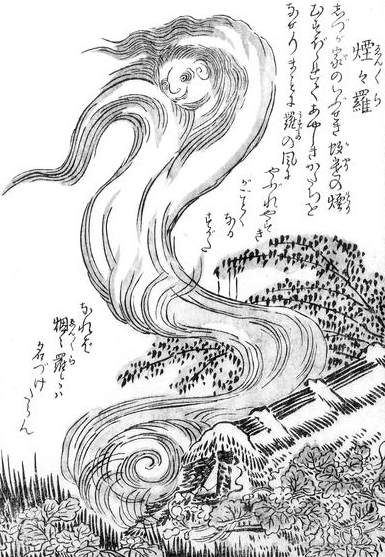
Un en'enra tel que décrit dans Konjaku hyakki shūi de Toriyama Sekien.

En’enra (煙々羅, litt. « monstre fait de fumée »), parfois appelé enraenra (煙羅煙羅), est un yōkai, ou un monstre japonais, composé de fumée ou d'ombre. Il a été mentionné pour la première fois dans le Konjaku hyakki shūi, environ en 1781.

## Mythologie
Les en’enra résident principalement dans des feux de joie ; quand ils apparaissent, ils prennent une forme ou une apparence humaine. On dit qu'un en'enra ne peut être vu que par un cœur pur.
Le caractère 羅 (ra) dans le nom de l'en’enra, avec sa connotation de filet, est destiné à faire une comparaison entre l'en’enra et les caractéristiques transparentes ou élevées du tissu léger[réf. nécessaire].
Les en’enra sont principalement considérés comme des démons ou des êtres divins faits d'ombre ou de fumée ; la légende dit qu'il existe deux types d’en’enra, le premier type et le plus courant étant les en’enra qui sont nés uniquement en tant qu’en’enra, tandis que le second type, plus rare, est un humain mort et transformé en en’enra. Dans certaines cultures, l’en’enra a été confondu avec la Faucheuse[réf. nécessaire].

## Dans la culture populaire
Dans le jeu vidéo de 2011 Mortal Kombat, il est révélé que le personnage Smoke (qui fait sa première apparition humaine dans le jeu en près de deux décennies ) est un en’enra.
Dans la série animée Shaman King, le personnage féminin Sharona utilise un esprit appelé Enra Enra qui ressemble au pouvoir d'un en’enra.
Dans Forbidden Scrollery, une série de mangas qui fait partie de l'univers de Touhou Project, une en’enra est introduite dans l'histoire, où elle se rend dans différentes maisons créant de la fausse fumée, puis est tuée par Reimu et Marisa.
Dans le manga Mushishi, le personnage principal, Ginko, fume du tabac dont la fumée est un mushi (mushi étant comparé à un yokai au lieu d'un simple insecte).
Dans le jeu vidéo et la série animée Yo-kai Watch, une en’enra est présente, désignée par son nom alternatif Enraenra (Smogmella dans la version anglaise), et a été introduite dans les jeux Yo-Kai Watch 2, Enraenra étant désignée comme un yokai classique. Enraenra a également une forme pré-évoluée, du nom de « Koenra » (Smogling en anglais).
Il existe une compagnie japonaise des arts du spectacle qui « fusionne l'art vidéo avec des performances en direct » appelée Enra, leur nom étant dérivé d'en’enra.
Dans le jeu mobile Onmyoji, Enenra est un shikigami qui porte un kiseru. 
Dans la démo alpha de Nioh 2 sur PlayStation 4, Enenra est confirmé en tant que boss et est décrit comme une monstruosité « née de la rancune des humains qui ont rencontré leurs extrémités intempestives dans le royaume sombre », il prend deux formes : celle de la cendre dans le domaine régulier et de la fumée dans le domaine sombre. Il apparaît dans la mission « La bête de fumée et de feu » et « L'enfer fumant ».
Dans la Summoner Series de Taran Matharu, l'en'enra fait deux apparitions dans le Summoners Handbook, qui est un guide de campagne pour la série. La première apparition se produit dans le journal de James Baker où il dissèque un cadavre d'enenra pour trouver un nouveau glyphe de sort. Le second est dans le codex démonologique à la fin du livre qui le décrit comme étant un démon rare fait d'une fumée noire-violette vivant dans des endroits sombres de l'éther et ayant la capacité d'envelopper des organismes vivants et de drainer leur force vitale.